# Appellationsgericht Litauens

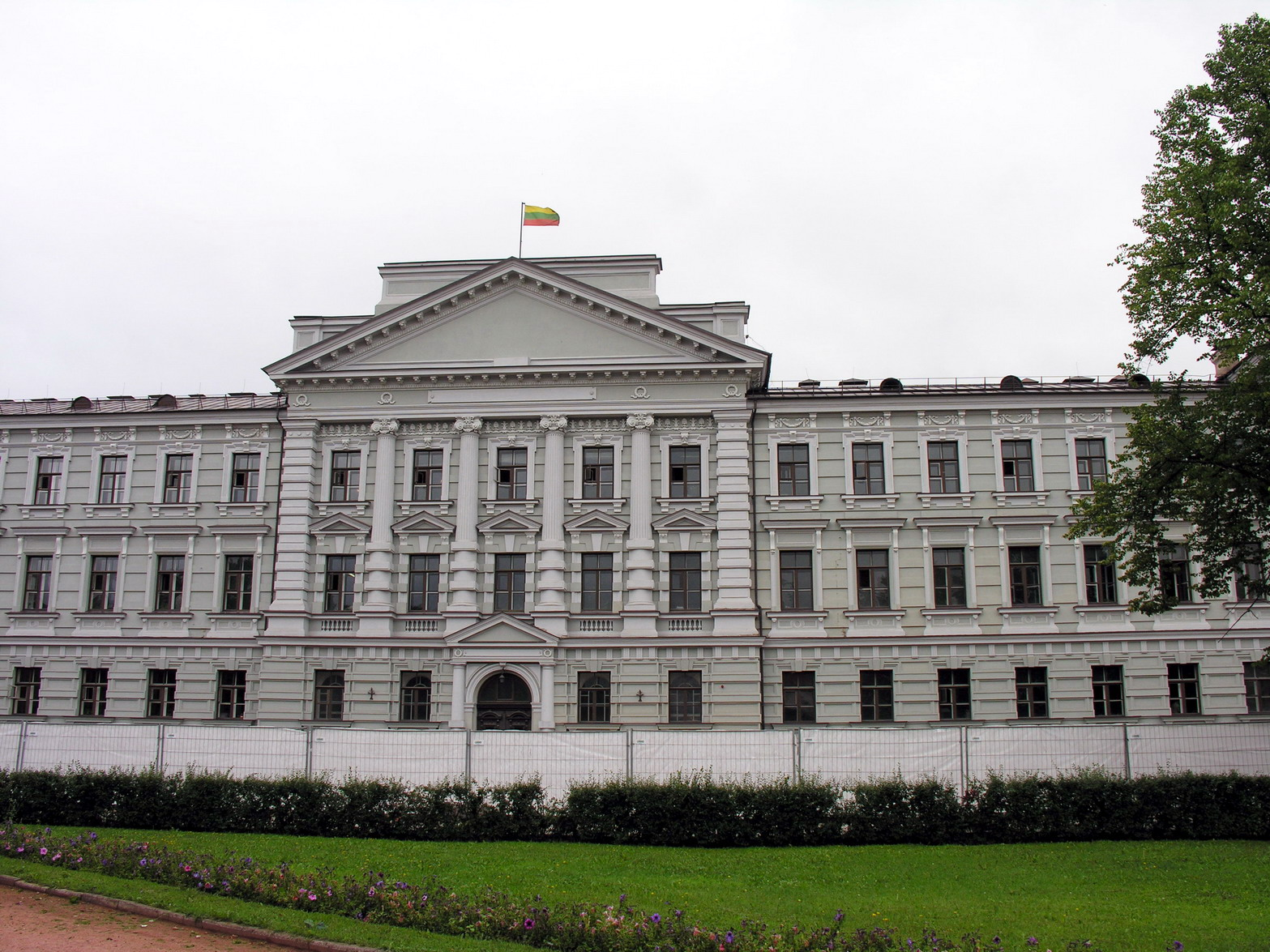

Der Litauische Appellationshof (lit. Lietuvos apeliacinis teismas) ist das Berufungsgericht in Vilnius.

## Geschichte
Vorgänger von 1933 bis 1940 war Apeliaciniai Rūmai (nach dem litauischen Gerichtsverfassungsgesetz von 1933, lit. Teismų santvarkos įstatymas).
Das heutige Appellationsgericht Litauens wurde am 15. Juni 1994 aufgrund des Gesetzes (Dėl Lietuvos Aukščiausiojo Teismo, Lietuvos apeliacinio teismo, apygardų teismų įsteigimo, apygardų ir apylinkių teismų veiklos teritorijų nustatymo) errichtet.
Der Appellationshof nahm seine Tätigkeit am 1. Januar 1995 auf.

## Vorsitzende
- 1995–2010: Vytas Milius (* 1949)
- 2010–2015: Egidijus Žironas (* 1954)
- 2015–2016: Aloyzas Kruopys (* 1963)
- seit 2016: Algimantas Valantinas (* 1961)